# Saure Rüben
Saure Rüben (auch bekannt als „Sauerrüben“) sind Herbstrüben, die ähnlich wie Sauerkraut und saure Bohnen durch Milchsäuregärung konserviert wurden. Sie gehören zu den Sauergemüsen. Verbreitet sind sie heute nur noch im Elsass, in einigen Regionen Süddeutschlands, Österreichs, Südtirols, in der Schweiz, Kroatien und in Slowenien.
Saure Rüben lassen sich wie Sauerkraut zubereiten oder mit diesem kombinieren. Zur Herstellung werden Herbstrüben geschnetzelt und mit Salz abwechselnd in einen Steinguttopf geschichtet und festgestampft, bis sie mit dem eigenen Saft bedeckt sind. Anschließend werden die Rüben mit einem sauberen Tuch bedeckt und mit einem Brettchen und einem Stein beschwert. Nach einigen Wochen (in denen Brettchen und Stein mehrmals gründlich gereinigt werden sollten) ist der Gärprozess abgeschlossen.
In einigen Regionen sind saure Rüben, meist in Beuteln verpackt, auch als Handelsware erhältlich.
Traditionell werden saure Rüben mit Zutaten wie Schweinefleisch, Zwiebeln und Speck gekocht, können aber auch roh oder gekocht gut als Salat Verwendung finden.